# يوري شوكين
يوري شوكين مواليد 26 يونيو 1979 في كيسلوفودسك، الجمهورية الروسية السوفيتية الاتحادية الاشتراكية، الاتحاد السوفيتي، هو لاعب كرة مضرب كازاخستاني بدأ مسيرته كمحترف سنة 1999 يلعب باليد اليمنى. أعلى تصنيف له في تصنيف رابطة محترفي كرة المضرب في الفردي كان المركز الـ 119 في سنة 2007. أعلى تصنيف له في الزوجي كان المركز الـ 117 في سنة 2000.

## روابط خارجية
- يوري شوكين على موقع رابطة محترفي التنس (الإنجليزية)
- يوري شوكين على موقع الاتحاد الدولي لكرة المضرب (الإنجليزية)
- يوري شوكين على موقع كأس ديفيز (الإنجليزية)
- يوري شوكين على موقع خلاصة التنس.كوم (الإنجليزية)
- يوري شوكين على موقع إي إس بي إن.كوم (الإنجليزية)